# Анна Глостерська
А́нна Гло́стерська (англ. Anne of Gloucester; близько 1382/1383 — 16/24 жовтня 1438) — англійська аристократка, старша дочка Томаса Вудстока, герцога Глостера, і Елеонори де Богун. 1399 року король Генріх IV визнав за нею титули графині Бекінгем, Нортгемптон і Герефорд, леді Брекнок і Голдернесс. Дама ордену Підв'язки від 1405 року.
Її батько був молодшим із синів короля Едуарда III. Після вбивства батька, а також ранньої смерті брата та сестер, Анна стала однією з найбагатших спадкоємиць Англії. Її першими чоловіками були двоє братів — спочатку Томас Стаффорд, 3-й граф Стаффорд, потім Едмунд Стаффорд, 5-й граф Стаффорд, завдяки чому, після загибелі другого 1403 року, як вдовина частка їй дісталося 2/3 володінь Стаффордів. Знехтувавши інтересами корони, вона таємно одружилася втретє на свій вибір — з Вільямом Бурш'є, внаслідок чого її новий чоловік був змушений сплатити особисто Генріху IV великий штраф. Більшу частину свого життя намагалася отримати спадщину матері, права на яку заперечували англійські королі Генріх IV і Генріх V, але в результаті була змушена погодитися на невигідні умови. Надовго переживши Вільяма Бурш'є, зосередилася на просуванні кар'єри своїх синів від третього шлюбу, троє з яких стали перами Англії, а ще один архієпископом.

## Походження
Належала до англійської королівської династії Плантагенетів, дочка Томаса Вудстока, молодшого із синів короля Едуарда III та Філіппи Геннегау. Він був набагато молодшим за своїх старших братів і фактично належав до наступного покоління. Батько подарував Томасу титули графа Бекінгема та Ессекса, а племінник Річард II надав йому титул герцога Глостера. Також він вдало одружився з Елеонорою де Богун, старшою дочкою Гамфрі де Богуна, 7-го графа Герефорда. Оскільки той не мав синів, спадкоємицями величезних володінь Богунів стали дві дочки. Томас та Елеонора отримали низку маєтків у Ессексі, один з яких, Плеші, став центром його володінь. Молодша сестра Елеонори, Марія, також мала права на спадкування володінь. Хоча Томас намагався змусити її піти в монастир, дівчину фактично викрав Джон Гонт, один зі старших братів Томаса, і видав заміж за свого сина Генрі Болінгброка, який у майбутньому під ім'ям Генріха IV став королем Англії. Цей шлюб мав серйозні довгострокові наслідки для Томаса: він був змушений відмовитися від управління деякими маєтками, що увійшли в частку Марії. Крім того, нерівноцінне розділення володінь Богунів спричинило довгі суперечки, які тривали і після його смерті. Це призвело до того, що відносини між Генрі Болінгброком і Томасом ніколи не були особливо близькими.
У шлюбі Томаса та Елеонори народилося син Гамфрі, а також 4 дочки — Анна, Джоан, Ізабелла і Філіппа.

## Ранні роки
Народилася 1382 або 1383 року. Дитинство пройшло в герцогському будинку в замку Плеші в Ессексі.
Від самого початку життя завдяки багатству та походженню Анна стала вигідною партією для майбутнього чоловіка. Вже в червні 1391 року Анну, якій тоді ще не виповнилося 10 років, батько видав заміж за Томаса Стаффорда, 3-го графа Стаффорд. Шлюбна церемонія відбулася в замку Плеші. Вже наступного року, ще до того, як шлюб було консумовано, чоловік Анни помер, але в договорі було передбачено, що в такому разі дівчина вийде заміж за одного з братів Томаса — Вільяма, який тепер отримав титул графа Стаффорда, або Едмунда. Обидва в цей час були неповнолітніми та опинилися під опікою герцога Глостера. Вільям помер 1395 року, тому близько 1396 року батько видав Анну заміж за Едмунда, 5-го графа Стаффорда.

## Боротьба за спадок
1397 року батька Анни вбито. 1399 року померли її мати і єдиний брат, який отримав зі спадщини батька лише титул графа Бекінгема. До 1400 року 2 сестри Анни також померли, а ще одна, Ізабелла, стала черницею і невдовзі також померла. Як наслідок, Анна, яка тепер мала отримати маєтки, що раніше належали графствам Бекінгем, Нортгемптон і Герефорд, стала однією з найвизначніших спадкоємиць в Англії, хоча за володіння маєтками батька їй довелося довго боротися.
1399 року королем став Генріх IV Болінгброк, який скинув Річарда II. Він визнав за Анною титули графині Бекінгем, Нортгемптон і Герефорд, леді Брекнок і Голдернесс. Але за свій спадок, що включав володіння, які розташовувалися в 11 англійських графствах, Ірландії та Уельсі, їй довелося вести тривалу боротьбу. Так вона вимагала близько 1000 фунтів на рік за манори Окем у Ратленді і Голдернесс у Йоркширі, які входили до складу онору графства Бекінгем. Однак Окем вона отримала лише 1414 року, а Голдернесс — 1437 року, незадовго до смерті. Ставлення до Анни нового короля було непростим, бо він обурювався з приводу несправедливого поділу спадщини Богунів між її матір'ю та його дружиною Марією.
Більшу частину свого життя боролася за захист своїх інтересів сама, підтримувана лише кількома лояльними та талановитими адміністраторами, що ставилися до неї з великою повагою. На думку сучасних дослідників, це показує, що Анна мала сильний характер.
Відомо також, що вона була досить побожною, поділяючи любов матері до навчання та церкви. Дружила з Джоном Вічем, настоятелем монастиря Ллантоні в Глостерширі, листувалася з ним французькою та англійською мовами. У листах проглядаються ділова хватка та рішучість, яких вона набула завдяки особистому управлінню своїми маєтками.

## Третій шлюб
1403 року в битві при Шрусбері загинув чоловік Анни, Едмунд, залишивши її вдовою з двома малолітніми дітьми на руках: сином Гемфрі та дочкою Анною. Ще одна дочка померла в дитинстві. Крім спадкових володінь під її керівництвом, як удовина частка від двох перших чоловіків, виявилося більше половини маєтків Стаффордів. Близькість до трону, а також обсяг володінь зробили її шлюб політичним питанням, а також питанням фінансової турботи корони. Побоювання, що валлійці спробують скористатися загибеллю графа Стаффорда і можуть захопити якийсь із замків, що належать Ганні, розташованих уздовж валлійського кордону, змусило Генріха IV відправити туди свого наближеного — Вільяма Бурш'є із завданням стежити за обороною її володінь.
Вільям походив з молодшої гілки англійського роду Бурш'є, який набув популярності в Англії в XIV столітті завдяки бездоганній службі короні та придбанню маєтків, зосереджених у графствах Саффолк та Ессекс. Зважаючи на все, Анна досить добре його знала і познайомилася з ним ще в 1390-ті роки в замку Плеші, коли той, після ранньої смерті свого батька, опинився під опікою герцога Глостера. Тепер же вони опинилися разом у замку Гантігтон у Герефордширі. Імовірно, саме тут, за кілька тижнів після загибелі графа Стаффорда, відбувся їхній таємний шлюб. Точна дата невідома, але можливо, що його було укладено пізніше жовтня 1403 року. Хоча Вільям розумів, що цей вчинок, напевно, не залишиться безкарним, але був готовий ризикнути викликати невдоволення короля. У результаті Бурш'є виплатив королю великий штраф. Незабаром після цього Вільяма й Анну було прощено, оскільки Генріх IV високо цінував військові та адміністративні здібності Бурш'є, а також його відданість Ланкастерам. При цьому Генріх IV, попри своє ставлення до Вільяма, перешкоджав усім спробам Анни повернути спадщину. 1405 року Анна стала дамою ордена Підв'язки.
1413 року королем Англії став Генріх V. Вільям, який служив тому, коли він був принцом Уельським, отримав користь із колишньої співпраці. Крім того, новий король спочатку набагато прихильніше від батька ставився до спроб Анни повернути землі, на які вона претендувала як удова і спадкоємиця. Як наслідок, він дозволив їй повернути управління над манором Окем у Ратленді, а також отримувати дохід від володінь Стаффордів у Ірландії, використовуючи ці поступки для винагородження свого колишнього соратника.
Після відновлення Столітньої війни Вільям брав активну участь у військових походах Генріха V у Франції, отримавши там частину завойованих володінь та титул графа д'Е. Там він і помер 1420 року, залишивши Анну вдовою втретє.

## Останні роки
Анна надовго пережила чоловіка. Судячи з її листування зі своїм другом, настоятелем монастиря Ллантоні, вона стежила за успіхами англійської армії у Франції, з гордістю відзначаючи «доблесть, мудрість та хороше управління» Вільяма. Ймовірно, з приводу його смерті Анна довго сумувала; більше заміж вона не вийшла. У заповіті просила, щоб її поховали в Ллантоні поряд із чоловіком. Крім того, найняла двох священників з Літл Істона, щоб вони щодня молилися за спасіння його душі; з тією ж метою щодня в Ллантоні відбувалося дві меси.
Діти Анни багато часу проводили на континенті, тому вона продовжувала керувати своїми володіннями сама. Хоча Генріх V цінував її покійного чоловіка, 1421 року він змусив її погодитися на вигідний насамперед йому переділ, чим закінчив тривалу суперечку за володіння Богунів. Теоретично її прибуток після цього становив 1200 фунтів на рік, але ці виплати часто затримувалися. І лише через 10 років вона остаточно отримала свою спадщину.
Можливо, саме після переділу володінь вона вирішила досягти успіху їхніх з Вільямом дітей. Вона просувала їхню кар'єру та влаштувала шлюби. Старший із синів, Генрі, який успадкував після смерті батька титул графа д'Е, пізніше отримав титул 1-го графа Ессекса. Наступного сина, Томаса Бурш'є, обрано для церковної кар'єри: він став архієпископом Кентерберійським і протягом трьох десятиліть домінував на політичній арені королівства. Ще двоє синів, Вільям і Джон, стали перами Англії, отримавши титули відповідно баронів Фіцуоріна і Бернерса. Дочка ж, Елеонора, вийшла заміж за Джона Моубрея, 3-го герцога Норфолка. Син від другого шлюбу, Гамфрі, який отримав крім батьківського титулу графа Стаффорда ще й титул графа (а потім і герцога) Бекінгема, став повнолітнім 1422 року; він також залишався близьким як до неї, так і до одноутробних братів.
Померла між 16 та 24 жовтня 1438 року. Незадовго до смерті склала заповіт англійською мовою, де згадала своїх найвірніших слуг, послуги яких довго залишалися без винагороди. Заповіла поховати себе поряд із третім чоловіком у монастирі Ллантоні. Там 1453 року її діти заснували вічну каплицю, де поминалися їхні душі.

## Шлюби та діти
1-й чоловік: від червня 1391 року Томас Стаффорд (бл. 1368 — 4 липня 1392), 4-й барон Стаффорд, 4-й барон Одлі та 3-й граф Стаффорд від 1386 року. Дітей від цього шлюбу не було.
2-й чоловік: близько 1396 року Едмунд Стаффорд (2 березня 1377 — 21 липня 1403), 6-й барон , 6-й барон Одлі і 5-й граф Стаффорд від 1395 року, лорд-верховний констебль Англії від 1399 року. Діти:
- Анна Стаффорд (бл. 1398/1401 — 24 вересня 1432); 1-й чоловік: від бл. 1415 року Едмунд Мортімер (6 листопада 1391 — 18 січня 1425), 5-й граф Марч; 2-й чоловік: від бл. 24 жовтня 1429 року Джон Голланд (29 березня 1395 — 5 серпня 1447), 2-й граф Гантінґдон, 2-й герцог Ексетер[8].
- Філіппа Стаффорд (померла в дитинстві)[8].
- Гемфрі Стаффорд (15 серпня 1402 — 10 липня 1460), 7-й барон Стаффорд, 7-й барон Одлі і 6-й граф Стаффорд від 1403 року, 1-й граф Бекінгем від 1438 року, 1-й герцог Бекінгем від 1444 року, граф Перш від 1431 року, лорд Верховний констебль Англії[8].

3-й чоловік: до жовтня 1403 року Вільям Бурш'є (близько 1374 — 28 травня 1420), член парламенту Англії від Ессекса в 1404 році, 1-й граф д'Е від 1419 року, констебль Лондонського Тауера від листопада 1415 року. Діти:
- Генрі Бурш'є (бл. 1404 — 4 квітня 1483), 2-й граф д'Е 1420—1449, віконт Бурш'є від 1446 року, 5-й барон Бурш'є від 1432 року, 1-й граф Ессекс від 1461 року[13].
- Томас Бурш'є (бл. 1413 — 30 березня 1486), єпископ Вустера 1434—1443, єпископ Елі1443-1454, архієпископ Кентерберійський від 1454 року, лорд Верховний канцлер Англії від 1454 року, кардинал від 1767 року[13].
- Вільям Бурш'є (пом. бл. 1470), 9-й барон Фіцуорін[13].
- Джон Бурш'є (бл. 1415 — 15 травня 1474), 1-й барон Бернерс[13].
- Елеонора Бурш'є (пом. листопад 1474); чоловік: від 1424 року Джон Моубрей (пом. 6 листопада 1461), граф Ноттінгем, граф-маршал Англії, 6-й граф Норфолк і 3-й герцог Норфолк від 1432 року[13].

## Герб

Герб Анни як графині Стаффорд: щит розсічено; справа — герб Стаффордів (у золотому полі черлена кроква); зліва — герб батька Анни (чотиричастинний зі срібною каймою; у першій і четвертій частинах — у лазуровому полі три золотих лілії [королівський герб Франції]; у другій і третій частинах — у черленому полі три золотих озброєних лазуррю леопарди [насторожені леви, що йдуть], один над одним).